# Pontiacs krig
Pontiacs krig ägde rum 1763–1764, efter att Kanada och Mellanvästern avträtts av Frankrike till Storbritannien, som ett resultat av fransk-indianska kriget.

## Krigsorsaker
Kriget påbörjades av ett nätverk av nordamerikanska ursprungsbefolkningar i Mellanvästern vilka var missnöjda med den brittiska politiken efter fransk-indianska krigets slut. Målet var att driva bort de brittiska trupperna och de amerikanska bosättarna från området. Kriget är uppkallat efter Pontiac, en militär ledare bland Odaawaa, en nation inom ursprungsbefolkningen.

## Resultat
Kriget började i maj 1763 när den indianska befolkningen anföll ett antal brittiska fort och amerikanska bosättningar. Åtta fort förstördes och hundratals bosättare blev dödade eller tillfångatagna; många flydde också från området. Stridigheterna upphörde när brittiska arméexpeditioner trängt in landet 1764, något som ledde till förhandlingar vilka varade i två år. Indianerna misslyckades med att driva iväg bosättarna, men upproret medförde att den brittiska regeringens indianpolitik förändrades vilket dock i sin tur var en av anledningarna till att det amerikanska frihetskriget bröt ut.